# Vlag van Héron
De vlag van Héron is op 28 december 2001 bij raadsbesluit vastgesteld als de vlag van de Luikse gemeente Héron. De vlag kan als volgt worden beschreven:
Gevierendeeld 1. rood 2. en 3. wit 4. blauw
De vlag werd pas op 15 juli 2003 bevestigd door de Franse Gemeenschapsregering. De vlag is hierdoor gelijk aan het gemeentewapen, zonder het gouden pikhouweel.